# Duque de Caxias

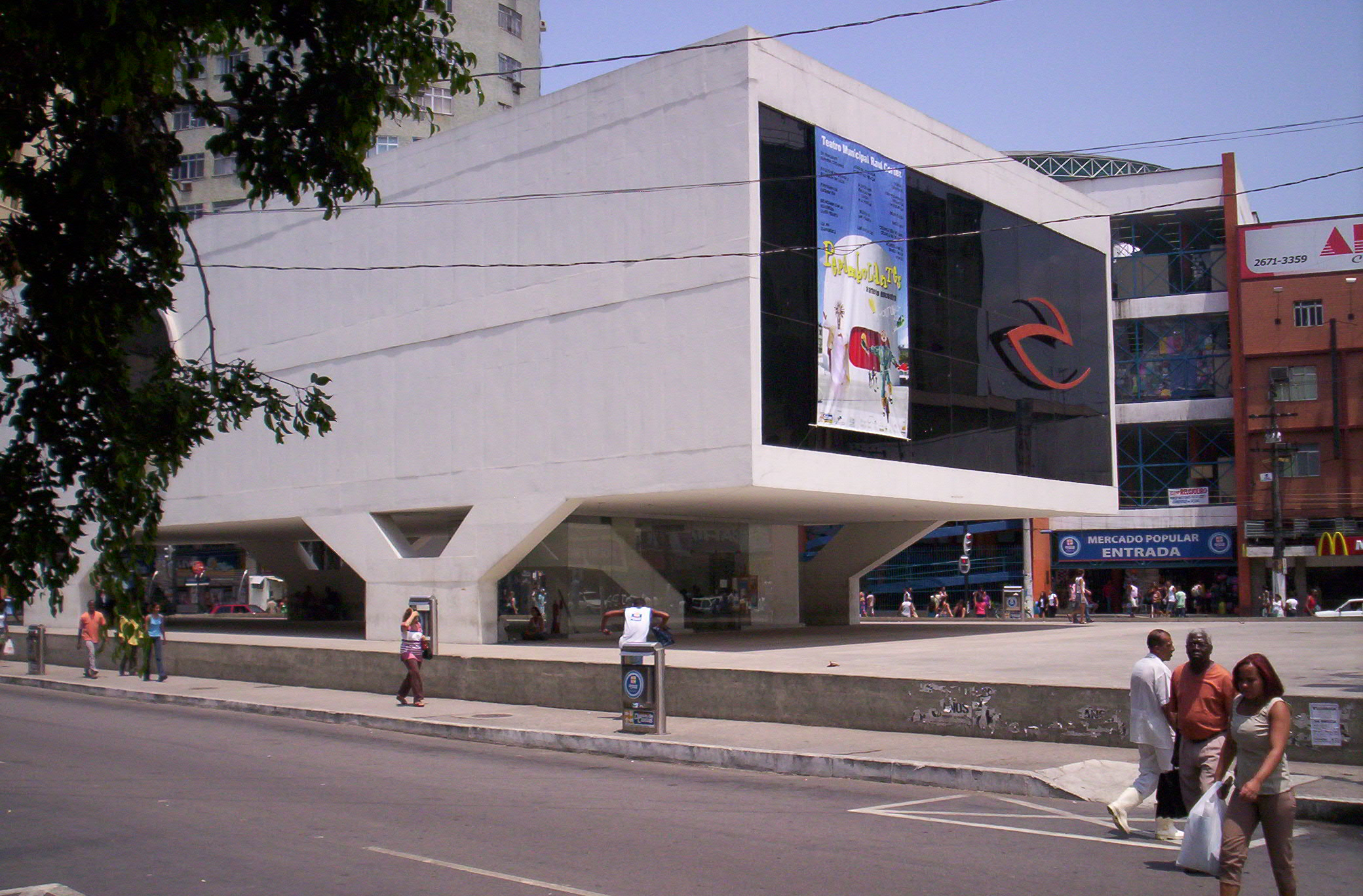
Biblioteca Municipală în centrul oraşului, schiţată de Oscar Niemeyer

Duque de Caxias este un oraș în unitatea federativă Rio de Janeiro (RJ), Brazilia.